# Dotpainting

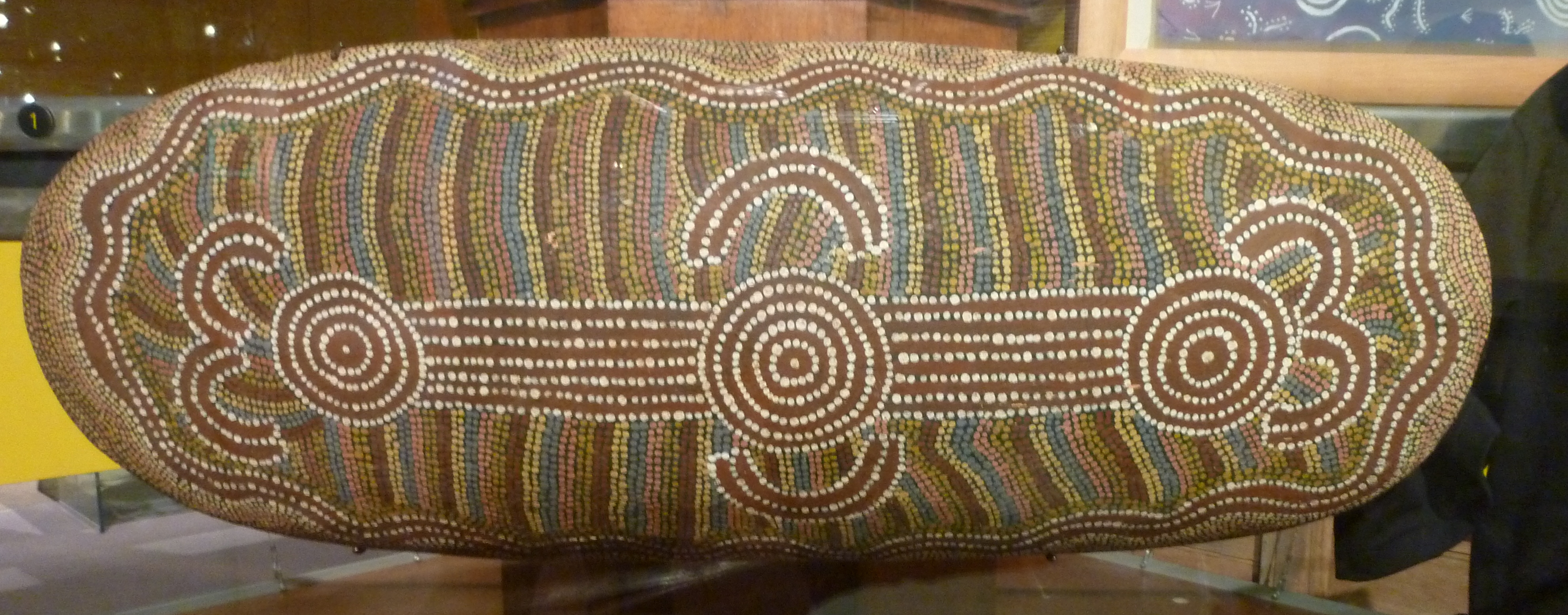
Coolamon (een soort tas) met stippenpatroon

Dotpainting (schilderen in stippen) is de traditionele teken- en schildertechniek van de Australische Aboriginals.
Gebeurde dit oorspronkelijk op rotsen, boomschors, personen of in het zand, vanaf het midden van de twintigste eeuw heeft deze kunstvorm een nieuwe impuls gekregen doordat men gebruik ging maken van moderne middelen zoals acrylverf en doek. 
Dotpainting wordt gebruikt om een verhaal te vertellen. Dit verhaal kan zijn oorsprong vinden in oude mythologische tijden, het heden of de toekomst, samenvallend in de droomtijd, het bijzondere en voor de westerse mens uiterst moeilijk te begrijpen tijdconcept van de Aboriginals.
Met behulp van een stokje, een takje van een boom of zelfs een satéprikker wordt de verf op de ondergrond aangebracht, nadat de omtrek van de afbeeldingen van het verhaal in ruwe schetsen is ingetekend.
Er worden veel symbolen gebruikt. Een cirkel duidt meestal een overnachtingsplaats aan. De letter U duidt op een mens. Is er een speer geschilderd naast deze U, dan betreft het een man, is er een graafstok naast afgebeeld, dan betreft het een vrouw. De trektochten van mensen en dieren worden door lange lijnen weergegeven. De betekenis van een schilderij is het eigendom van de schilder. Slechts hij of zij kan het verhaal vertellen.
De belangrijkste categorie dotpaintings wordt gebruikt voor de initiatieplechtigheden. Veel schilderijen van dit type worden verborgen gehouden en zijn bestempeld als heilig. Niet-Aboriginals mogen deze schilderijen absoluut niet aanschouwen. Inbreuk hierop wordt bestraft door de lokale oudsten.
Veel schilderijen worden nu haastig gemaakt om verkocht te worden aan handelaars die vanuit de grote steden de woestijn in trekken. Goede prijzen worden verkregen in de ateliers in de steden, zozeer dat op veel plaatsen dotpainting een commerciële bezigheid is geworden.
Sinds 2024 is Dot Painting (of: Happy Dots) nieuw leven ingeblazen door een nieuwe techniek, hierbij wordt gewerkt met een canvas of kleurboek waarbij er stippen van verschillende grootte voorbedrukt zijn en enkel ingekleurd hoeven te worden met stiften. Door het contrast tussen grote en kleine stippen ontstaat er een afbeelding.

## Afbeeldingen

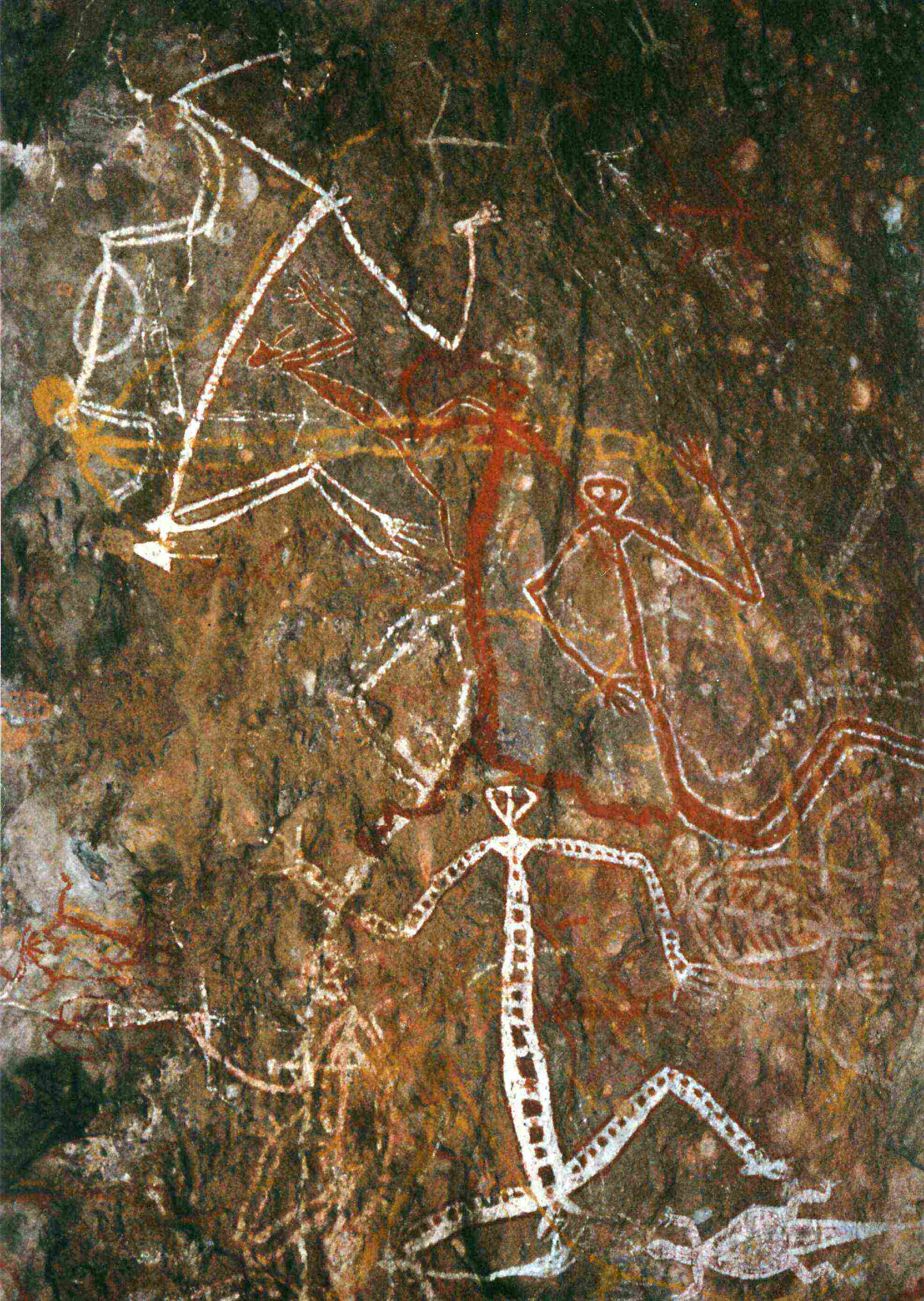
Rotsschilderingen in Noord-Australië
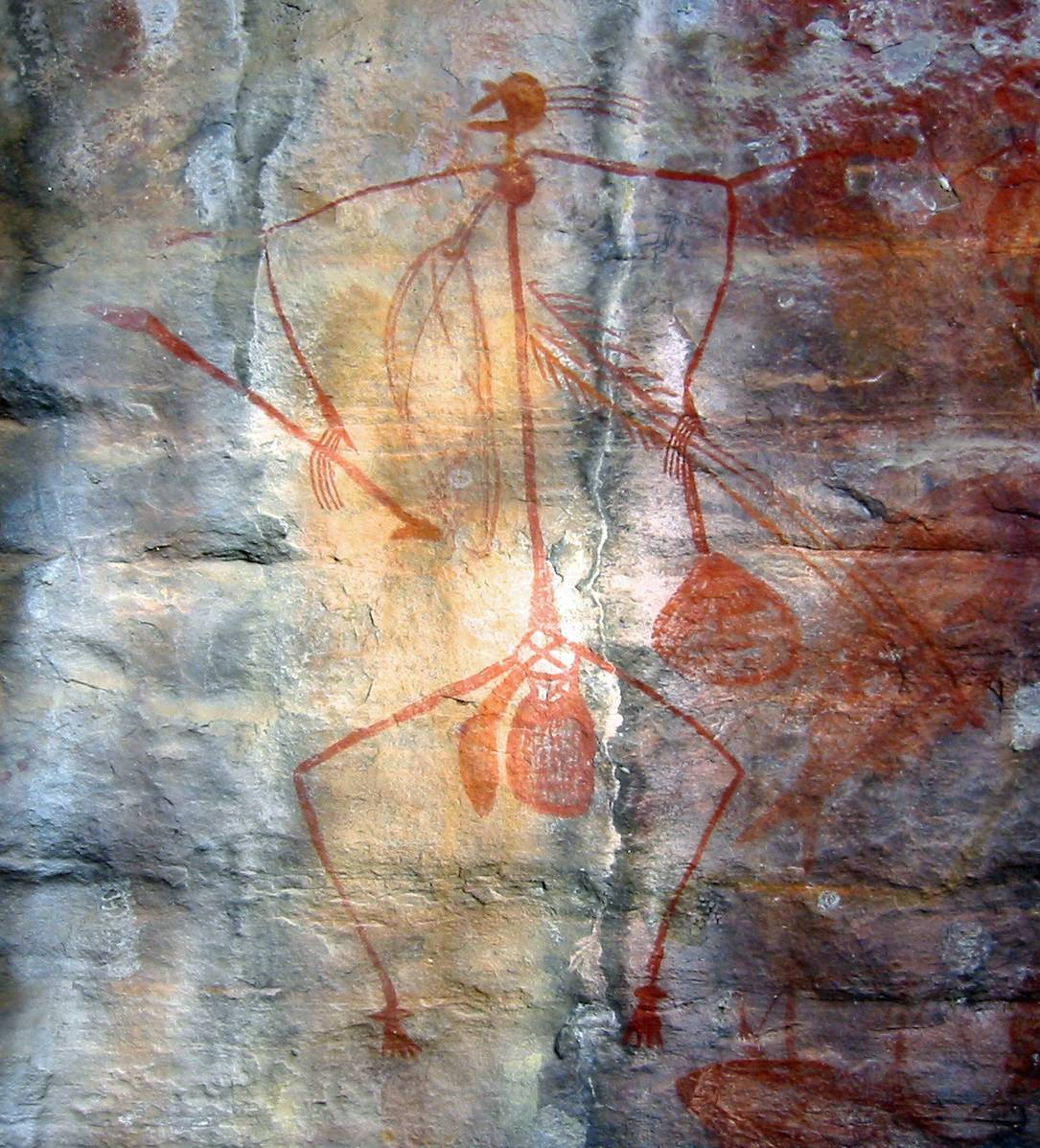
Rotsschilderingen
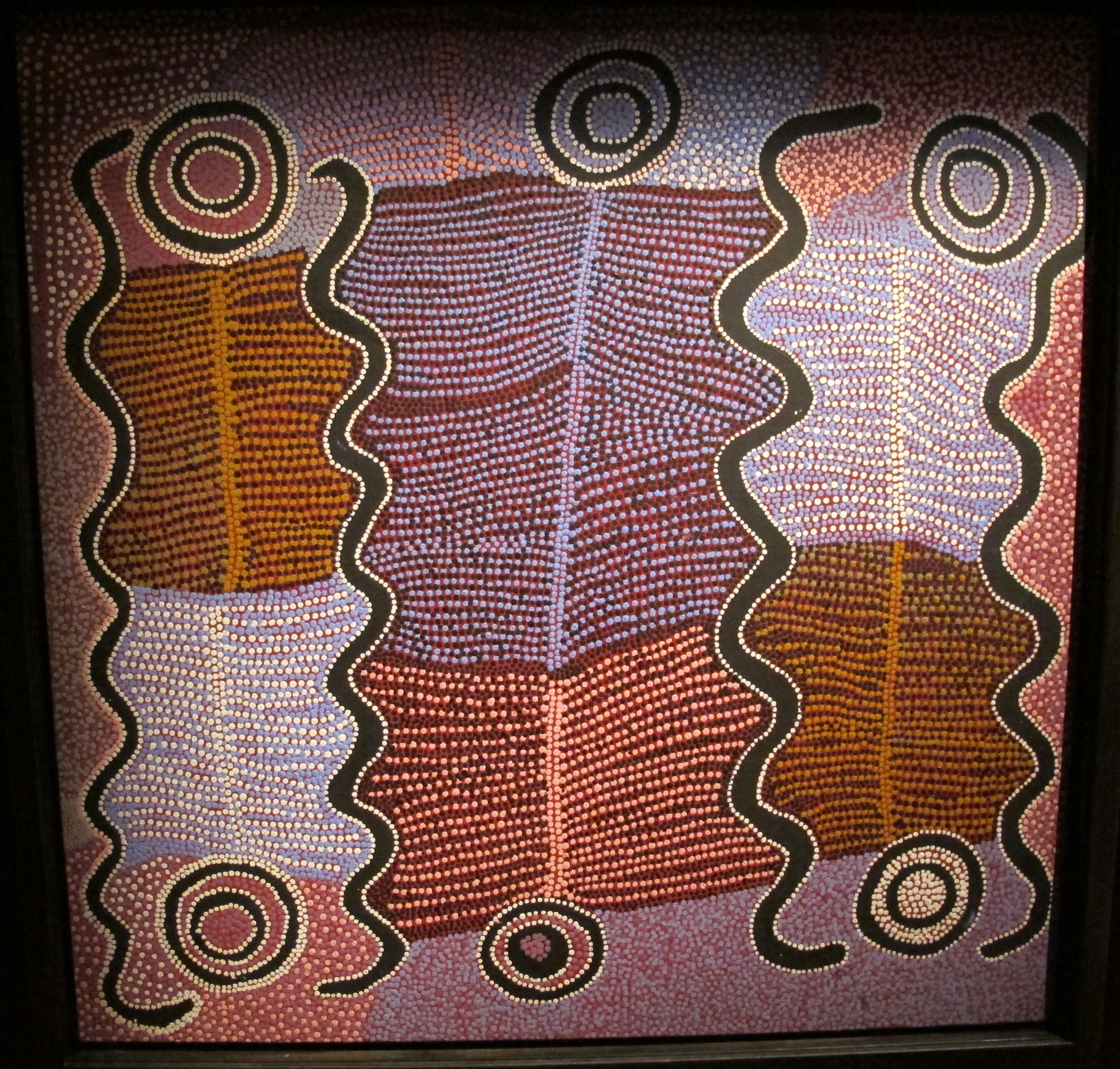
Dotpainting